# Campionat del Món de Trial 1983
La temporada de 1983 del Campionat del Món de trial fou la 9a edició d'aquest campionat, organitzat per la FIM. El calendari oficial constava de 12 proves puntuables, celebrades entre el 20 de febrer i el 2 d'octubre.
Eddy Lejeune va guanyar el segon dels tres títols consecutius que va encadenar amb Honda, per davant dels dos pilots de SWM Bernie Schreiber i el nouvingut Thierry Michaud, que havia debutat al campionat tot just l'any anterior.
Pel que fa als catalans, el mes ben classificat va ser Toni Gorgot, cinquè amb la Montesa. Manuel Soler, que havia canviat de Montesa a Merlin, va acabar la temporada en dotzena posició després de puntuar en només dues proves (setè al Trial de Sant Llorenç i vuitè a Àustria). Aquella fou la darrera temporada al mundial de Soler, un dels grans protagonistes del campionat des del seu debut al 1975.

## Relleu generacional
La temporada de 1983 va ser la darrera en actiu al mundial de molts dels grans noms del trial de la dècada del 1970. Durant la temporada, o un cop acabada, es van anar retirant antics campions del món com ara Martin Lampkin, Ulf Karlson i Yrjö Vesterinen, a més de pilots de primera línia com ara Charles Coutard, Jaume Subirà i el ja esmentat Soler. Altres noms mítics com ara Malcolm Rathmell (1982) i Mick Andrews (1980) s'havien retirat també recentment.
Simultàniament, alguns dels futurs dominadors del campionat van debutar-hi aquell any: Pascal Couturier, Philippe Berlatier i, especialment, Steve Saunders, que s'estrenava al mundial a 19 anys després d'haver deixat Bultaco per a col·laborar en el desenvolupament de l'Armstrong. L'anglès, tot i no haver aconseguit mai guanyar el mundial, en fou un dels protagonistes durant anys i va arribar a quedar-hi subcampió amb Honda el 1986. Cal afegir a aquests debuts el ja esmentat de Michaud i el de John Lampkin (ambdós el 1982), el de Diego Bosis (1984) i el de Jordi Tarrés (1985).

## Novetats

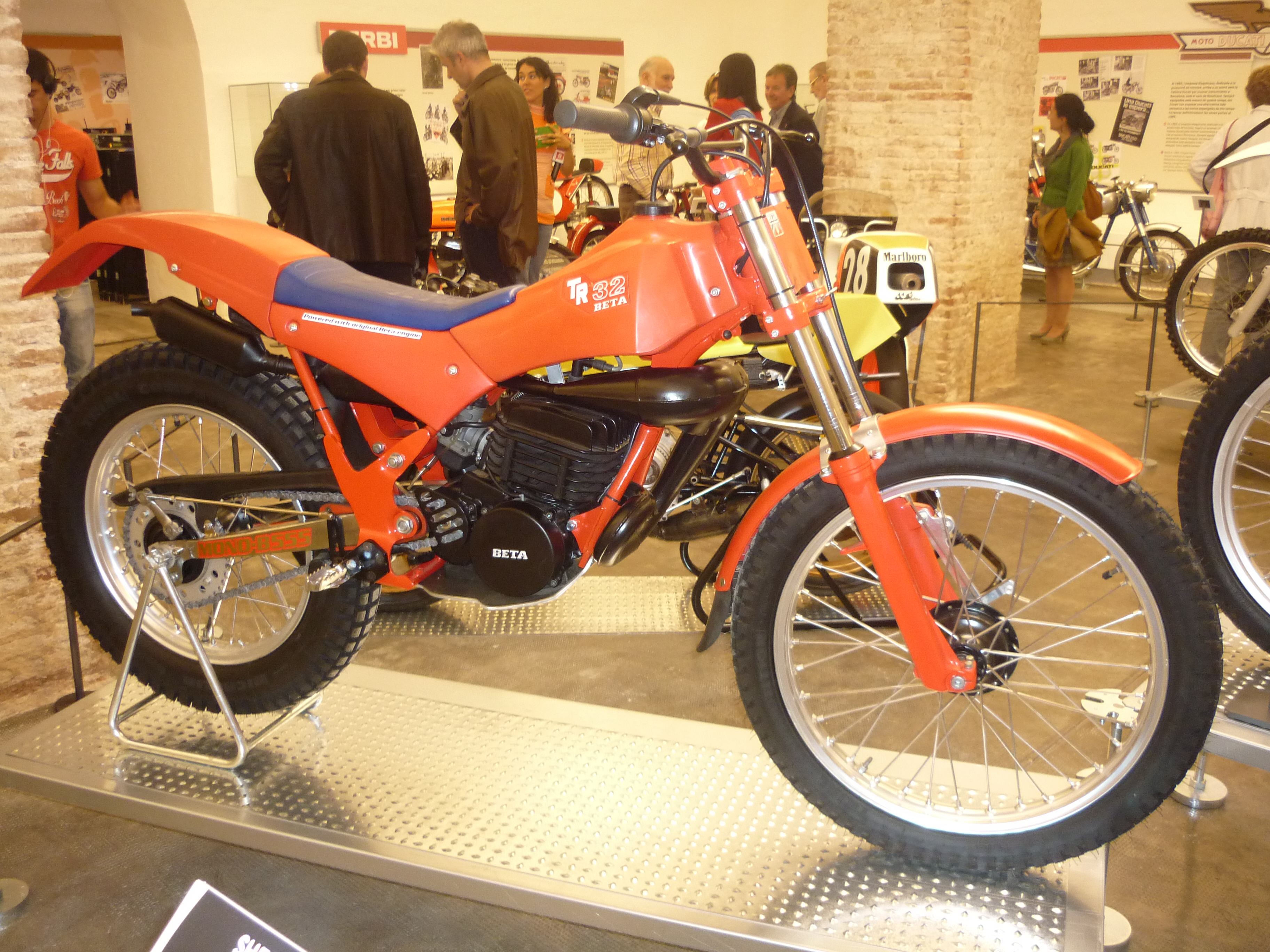
La Beta TR-32 de 1981, creada per Pere Ollé i Antonio Trueba

Un fet destacat de la temporada va ser la primera aparició a la taula de resultats de Beta, gràcies al vint-i-tresè lloc final obtingut amb aquesta moto per Pere Ollé. El català havia canviat a finals de 1981 de Montesa a la marca italiana, el primer model del trial de la qual, la Beta TR32, va desenvolupar ell mateix en col·laboració amb Antonio Trueba. Pocs anys després, especialment gràcies a Jordi Tarrés, la Beta esdevingué una de les principals marques de trial i en guanyà nombrosos títols mundials amb Tarrés i Dougie Lampkin.
Una altra nova moto que aconseguí els seus primers punts al mundial aquell any va ser la francesa JCM, que pilotà Charles Coutard en la seva darrera temporada en actiu. El francès va puntuar-hi només a Gran Bretanya, on fou setè.

## Sistema de puntuació
Barem de puntuació de 1969 a 1983:
| Posició | 1  | 2  | 3  | 4 | 5 | 6 | 7 | 8 | 9 | 10 |
| Punts   | 15 | 12 | 10 | 8 | 6 | 5 | 4 | 3 | 2 | 1  |

## Calendari
| Ronda | Data           | Prova         | Lloc                | Guanyador        |
| ----- | -------------- | ------------- | ------------------- | ---------------- |
| 1     | 20 de febrer   | Espanya       | Olot                | Bernie Schreiber |
| 2     | 27 de febrer   | Bèlgica       | Bilstain            | Eddy Lejeune     |
| 3     | 5 de març      | Gran Bretanya | Bainbridge          | Eddy Lejeune     |
| 4     | 13 de març     | Irlanda       | Newtownards         | Eddy Lejeune     |
| 5     | 17 d'abril     | Estats Units  | Munster             | John Lampkin     |
| 6     | 29 de maig     | França        | La Gaude            | Thierry Michaud  |
| 7     | 5 de juny      | Àustria       | Spital am Semmering | Eddy Lejeune     |
| 8     | 26 de juliol   | Itàlia        | Clusone             | Eddy Lejeune     |
| 9     | 8 d'agost      | Suïssa        | Fully               | Eddy Lejeune     |
| 10    | 18 de setembre | Finlàndia     | Korpilampi          | Eddy Lejeune     |
| 11    | 24 de setembre | Suècia        | Huddinge            | Bernie Schreiber |
| 12    | 2 d'octubre    | Alemanya      | Gefrees             | Eddy Lejeune     |

1. ↑  A Espoo, Finlàndia del Sud

## Classificació final
| Posició | Pilot              | Motocicleta | Punts |
| ------- | ------------------ | ----------- | ----- |
| 1       | Eddy Lejeune       | Honda       | 156   |
| 2       | Bernie Schreiber   | SWM         | 123   |
| 3       | Thierry Michaud    | SWM         | 95    |
| 4       | Gilles Burgat      | Fantic      | 83    |
| 5       | Toni Gorgot        | Montesa     | 78    |
| 6       | Philippe Berlatier | Italjet     | 57    |
| 7       | Bernard Cordonnier | SWM         | 50    |
| 8       | John Lampkin       | Fantic      | 43    |
| 9       | Lluís Gallach      | Montesa     | 24    |
| 10      | Danilo Galeazzi    | SWM         | 13    |
| 11      | Fred Michaud       | Montesa     | 12    |
| 12      | Manuel Soler       | Merlin      | 7     |
| 13      | Pascal Couturier   | Fantic      | 7     |
| 14      | Jaume Subirà       | Fantic      | 6     |
| 15      | Adrien Prato       | Montesa     | 6     |
| 16      | Gabino Renales     | Merlin      | 6     |
|         |                    |             |       |
| 23      | Pere Ollé          | Beta        | 2     |